# Theodore Robert Dudley
Theodore (`Ted') Robert Dudley  ( 1936 - 1994 ) foi um botânico estado-unidense. Trabalhou desde 1966 no "Arboretum Arnold" na Universidade Harvard.
Uma parte de suas colecções botânicas acham-se no Herbário da Universidade de Reading, colectando em ilha Grande, cabo San Pío; Baía Valentine, ilha dos Estados, baía Crossley; baía Finders, Pto. Cook; Pto. San Juan; Pto. Rocha, Pto. Vancouver, Pto. Celilar; Baía Alejandro; baía Capitão Canepa; Baía Franklin; ilha Observatório; ilha Alférez Goffre. Também visitou Turquia, Grécia, Peru, Coreia, China.
Faleceu prematuramente de um tumor de cérebro.